# Liste des membres du Ve Senedd
Liste des membres de la Ve Assemblée galloise

Composition de la Ve Assemblée galloise par groupes politiques au 11 mai 2016.
Plaid Cymru : 12 sièges
Parti travailliste : 29 sièges
Conservateurs : 11 sièges
UKIP : 7 sièges
Non-inscrite : 1 siège

Cet article dresse, par ordre alphabétique, la liste des membres du Ve Senedd — initialement dénommé « Ve Assemblée galloise », ouvert le 6 mai 2016 et dissous le 29 avril 2021.
Les membres de l’Assemblée (Assembly Members en anglais et Aelodau’r Cynulliad en gallois) sont majoritairement élus à l’occasion des troisièmes élections générales et cinquièmes de l’assemblée nationale pour le pays de Galles tenues le 5 mai 2016. À la suite de démissions ou de décès, les sièges laissés vacants sont pourvus soit par le candidat du parti en tête de la liste au niveau de la région électorale concernée, soit par le vainqueur d’une élection partielle organisée dans la circonscription concernée.
Ils deviennent à compter du 6 mai 2020 les membres du Senedd (Members of the Senedd en anglais et Aelodau’r Senedd en gallois) lorsque l’Assemblée devient le Parlement gallois.

## Groupes
| Groupe (appellations en anglais et en gallois) | Groupe (appellations en anglais et en gallois)                                                               | Statut vis-à-vis du gouvernement | Statut vis-à-vis du gouvernement |
| Groupe (appellations en anglais et en gallois) | Groupe (appellations en anglais et en gallois)                                                               | Position                         | Période                          |
| ---------------------------------------------- | --- | -------------------------------- | -------------------------------- |
|                                                | Parti travailliste gallois Welsh Labour / Llafur Cymru                                                       | Participation - (I - II - III)   | 2016-2021                        |
|                                                | Conservateurs gallois Welsh Conservatives / Y Ceidwadwyr Cymreig                                             | Opposition                       | 2016-2021                        |
|                                                | Plaid Cymru The Party of Wales / Plaid Cymru                                                                 | Opposition                       | 2016-2021                        |
|                                                | Alliance indépendante pour la réforme Independent Alliance for Reform / Y Gynghrair Annibynnol dros Ddiwygio | Opposition                       | 2020-2021                        |
|                                                | Parti du Brexit Brexit Party / Plaid Brexit                                                                  | Opposition                       | 2019-2020                        |
|                                                | Parti pour l’indépendance du Royaume-Uni UK Independence Party / Plaid Annibyniaeth y DU                     | Opposition                       | 2016-2019                        |

## Liste
| Membre                 | Membre             | Modalités d’élection                    | Modalités d’élection | Modalités d’élection | Parti | Parti              | Mandat                           |
| Identité               | Date de naissance  | Division électorale                     | Type                 | Date                 | Parti | Parti              | Mandat                           |
| ---------------------- | ------------------ | --------------------------------------- | -------------------- | -------------------- | ----- | ------------------ | -------------------------------- |
| Mick Antoniw ,         | 1er septembre 1954 | Pontypridd                              | Circonscription      | 5 mai 2011           |       | Parti travailliste | 6 mai 2016 — 29 avril 2021       |
| Rhun ap Iorwerth ,     | 27 août 1972       | Ynys Môn                                | Circonscription      | 1er août 2013        |       | Plaid              | 6 mai 2016 — 29 avril 2021       |
| Mohammad Asghar ,      | 30 septembre 1945  | South Wales East                        | Région               | 3 mai 2007           |       | Conservateurs      | 6 mai 2016 — 16 juin 2020        |
| Gareth Bennett ,       | 1er décembre 1968  | South Wales Central                     | Région               | 5 mai 2016           |       | Non-inscrit        | 6 mai 2016 — 29 avril 2021       |
| Hannah Blythyn ,       | 17 avril 1979      | Delyn                                   | Circonscription      | 5 mai 2016           |       | Parti travailliste | 6 mai 2016 — 29 avril 2021       |
| Dawn Bowden ,          | 14 février 1960    | Merthyr Tydfil and Rhymney              | Circonscription      | 5 mai 2016           |       | Parti travailliste | 6 mai 2016 — 29 avril 2021       |
| Michelle Brown ,       | 30 décembre 1969   | North Wales                             | Région               | 5 mai 2016           |       | Non-inscrite       | 6 mai 2016 — 29 avril 2021       |
| Jayne Bryant ,         |                    | Newport West                            | Circonscription      | 5 mai 2016           |       | Parti travailliste | 6 mai 2016 — 29 avril 2021       |
| Angela Burns ,         | Septembre 1957     | Carmarthen West and South Pembrokeshire | Circonscription      | 3 mai 2007           |       | Conservateurs      | 6 mai 2016 — 29 avril 2021       |
| Hefin David ,          | 13 août 1977       | Caerphilly                              | Circonscription      | 5 mai 2016           |       | Parti travailliste | 6 mai 2016 — 29 avril 2021       |
| Alun Davies ,          | 12 février 1964    | Blaenau Gwent                           | Circonscription      | 3 mai 2007           |       | Parti travailliste | 6 mai 2016 — 29 avril 2021       |
| Andrew R. T. Davies ,  | 8 avril 1968       | South Wales Central                     | Région               | 4 mai 2007           |       | Conservateurs      | 6 mai 2016 — 29 avril 2021       |
| Paul Davies ,          | 2 janvier 1969     | Preseli Pembrokeshire                   | Circonscription      | 3 mai 2007           |       | Conservateurs      | 6 mai 2016 — 29 avril 2021       |
| Suzy Davies ,          | 4 septembre 1952   | South Wales West                        | Région               | 5 mai 2011           |       | Conservateurs      | 6 mai 2016 — 29 avril 2021       |
| Mark Drakeford ,       | 19 septembre 1954  | Cardiff West                            | Circonscription      | 5 mai 2011           |       | Parti travailliste | 6 mai 2016 — 29 avril 2021       |
| Dafydd Elis-Thomas ,   | 18 octobre 1946    | Dwyfor Meirionnydd                      | Circonscription      | 3 mai 2007           |       | Non-inscrit        | 6 mai 2016 — 29 avril 2021       |
| Rebecca Evans ,        | 2 août 1976        | Gower                                   | Circonscription      | 5 mai 2016           |       | Parti travailliste | 6 mai 2016 — 29 avril 2021       |
| Janet Finch-Saunders , | 28 avril 1958      | Aberconwy                               | Circonscription      | 5 mai 2011           |       | Conservateurs      | 6 mai 2016 — 29 avril 2021       |
| Russell George ,       | 27 avril 1974      | Montgomeryshire                         | Circonscription      | 5 mai 2011           |       | Conservateurs      | 6 mai 2016 — 29 avril 2021       |
| Vaughan Gething ,      | 15 mars 1974       | Cardiff South and Penarth               | Circonscription      | 5 mai 2011           |       | Parti travailliste | 6 mai 2016 — 29 avril 2021       |
| Nathan Gill ,          | 6 juillet 1973     | North Wales                             | Région               | 5 mai 2016           |       | Non-inscrit        | 6 mai 2016 — 27 décembre 2017    |
| John Griffiths ,       | 19 décembre 1956   | Newport East                            | Circonscription      | 6 mai 1999           |       | Parti travailliste | 6 mai 2016 — 29 avril 2021       |
| Lesley Griffiths ,     | 8 janvier 1960     | Wrexham                                 | Circonscription      | 3 mai 2007           |       | Parti travailliste | 6 mai 2016 — 29 avril 2021       |
| Llyr Gruffydd ,        | 25 septembre 1970  | North Wales                             | Région               | 5 mai 2011           |       | Plaid              | 6 mai 2016 — 29 avril 2021       |
| Siân Gwenllian ,       | 19 juin 1956       | Arfon                                   | Circonscription      | 5 mai 2016           |       | Plaid              | 6 mai 2016 — 29 avril 2021       |
| Neil Hamilton ,        | 9 mars 1949        | Mid and West Wales                      | Région               | 5 mai 2016           |       | Non-inscrit        | 6 mai 2016 — 29 avril 2021       |
| Mike Hedges ,          | 8 juillet 1956     | Swansea East                            | Circonscription      | 5 mai 2011           |       | Parti travailliste | 6 mai 2016 — 29 avril 2021       |
| Vikki Howells ,        | 7 juin 1977        | Cynon Valley                            | Circonscription      | 5 mai 2016           |       | Parti travailliste | 6 mai 2016 — 29 avril 2021       |
| Jane Hutt ,            | 15 décembre 1949   | Vale of Glamorgan                       | Circonscription      | 6 mai 1999           |       | Parti travailliste | 6 mai 2016 — 29 avril 2021       |
| Huw Irranca-Davies ,   | 22 janvier 1963    | Ogmore                                  | Circonscription      | 5 mai 2016           |       | Parti travailliste | 6 mai 2016 — 29 avril 2021       |
| Mark Isherwood ,       | 21 janvier 1959    | North Wales                             | Région               | 1er mai 2003         |       | Conservateurs      | 6 mai 2016 — 29 avril 2021       |
| Julie James ,          | 25 février 1958    | Swansea West                            | Circonscription      | 5 mai 2011           |       | Parti travailliste | 6 mai 2016 — 29 avril 2021       |
| Delyth Jewell          |                    | South Wales East                        | Région               | 8 février 2019       |       | Plaid              | 8 février 2019 — 29 avril 2021   |
| Ann Jones ,            | 4 novembre 1953    | Vale of Clwyd                           | Circonscription      | 6 mai 1999           |       | Parti travailliste | 6 mai 2016 — 29 avril 2021       |
| Caroline Jones ,       | 1er avril 1955     | South Wales West                        | Région               | 5 mai 2016           |       | IAR                | 6 mai 2016 — 29 avril 2021       |
| Carwyn Jones ,         | 21 mars 1967       | Bridgend                                | Circonscription      | 6 mai 1999           |       | Parti travailliste | 6 mai 2016 — 29 avril 2021       |
| Elin Jones ,           | 1er septembre 1966 | Ceredigion                              | Circonscription      | 6 mai 1999           |       | Plaid              | 6 mai 2016 — 29 avril 2021       |
| Helen Mary Jones ,     | 29 juin 1960       | Mid and West Wales                      | Région               | 2 août 2018          |       | Plaid              | 2 août 2018 — 29 avril 2021      |
| Laura Anne Jones ,     | 21 février 1979    | South Wales East                        | Région               | 6 juillet 2020       |       | Conservateurs      | 6 juillet 2020 — 29 avril 2021   |
| Mandy Jones            |                    | North Wales                             | Région               | 28 décembre 2017     |       | IAR                | 28 décembre 2017 — 29 avril 2021 |
| Steffan Lewis ,        | 30 mai 1984        | South Wales East                        | Région               | 5 mai 2016           |       | Plaid              | 6 mai 2016 — 11 janvier 2019     |
| David Lloyd ,          | 2 décembre 1956    | South Wales West                        | Région               | 5 mai 2016           |       | Plaid              | 6 mai 2016 — 29 avril 2021       |
| Neil McEvoy            |                    | South Wales Central                     | Région               | 5 mai 2016           |       | Non-inscrit        | 6 mai 2016 — 29 avril 2021       |
| David Melding ,        | 28 août 1962       | South Wales Central                     | Région               | 6 mai 1999           |       | Conservateurs      | 6 mai 2016 — 29 avril 2021       |
| Jeremy Miles ,         |                    | Neath                                   | Circonscription      | 5 mai 2016           |       | Parti travailliste | 6 mai 2016 — 29 avril 2021       |
| Darren Millar ,        | 27 juillet 1976    | Clwyd West²                             | Circonscription      | 3 mai 2007           |       | Conservateurs      | 6 mai 2016 — 29 avril 2021       |
| Eluned Morgan ,        | 16 février 1967    | Mid and West Wales                      | Région               | 5 mai 2016           |       | Parti travailliste | 6 mai 2016 — 29 avril 2021       |
| Julie Morgan ,         | 2 novembre 1944    | Cardiff North                           | Circonscription      | 5 mai 2011           |       | Parti travailliste | 6 mai 2016 — 29 avril 2021       |
| Lynne Neagle ,         | 18 janvier 1968    | Torfaen                                 | Circonscription      | 6 mai 1999           |       | Parti travailliste | 6 mai 2016 — 29 avril 2021       |
| Rhianon Passmore ,     |                    | Islwyn                                  | Circonscription      | 5 mai 2016           |       | Parti travailliste | 6 mai 2016 — 29 avril 2021       |
| Adam Price ,           | 23 septembre 1968  | Carmarthen East and Dinefwr             | Circonscription      | 5 mai 2016           |       | Plaid              | 6 mai 2016 — 29 avril 2021       |
| Nick Ramsay ,          | 10 juin 1975       | Monmouth                                | Circonscription      | 3 mai 2007           |       | Non-inscrit        | 6 mai 2016 — 29 avril 2021       |
| Jenny Rathbone ,       | 12 février 1950    | Cardiff Central                         | Circonscription      | 5 mai 2011           |       | Parti travailliste | 6 mai 2016 — 29 avril 2021       |
| Mark Reckless ,        | 6 décembre 1970    | South Wales East                        | Région               | 5 mai 2016           |       | Non-inscrit        | 6 mai 2016 — 29 avril 2021       |
| David Rees ,           | 17 janvier 1957    | Aberavon                                | Circonscription      | 5 mai 2011           |       | Parti travailliste | 6 mai 2016 — 29 avril 2021       |
| David Rowlands ,       |                    | South Wales East                        | Région               | 5 mai 2016           |       | IAR                | 6 mai 2016 — 29 avril 2021       |
| Carl Sargeant ,        | 27 juillet 1968    | Alyn and Deeside                        | Circonscription      | 1er mai 2003         |       | Parti travailliste | 6 mai 2016 — 7 novembre 2017     |
| Jack Sargeant ,        | 9 avril 1994       | Alyn and Deeside                        | Circonscription      | 6 février 2018       |       | Parti travailliste | 7 février 2018 — 29 avril 2021   |
| Bethan Sayed ,         | 9 décembre 1981    | South Wales West                        | Région               | 3 mai 2007           |       | Plaid              | 6 mai 2016 — 29 avril 2021       |
| Ken Skates ,           | 2 avril 1976       | Clwyd South                             | Circonscription      | 5 mai 2011           |       | Parti travailliste | 6 mai 2016 — 29 avril 2021       |
| Simon Thomas ,         | 28 décembre 1963   | Mid and West Wales                      | Région               | 5 mai 2011           |       | Plaid              | 6 mai 2016 — 27 juillet 2018     |
| Lee Waters ,           | 12 février 1976    | Llanelli                                | Circonscription      | 5 mai 2016           |       | Parti travailliste | 6 mai 2016 — 29 avril 2021       |
| Joyce Watson ,         | 2 mai 1955         | Mid and West Wales                      | Région               | 3 mai 2007           |       | Parti travailliste | 6 mai 2016 — 29 avril 2021       |
| Kirsty Williams ,      | 19 mars 1971       | Brecon and Radnorshire                  | Circonscription      | 6 mai 1999           |       | Non-inscrite       | 6 mai 2016 — 29 avril 2021       |
| Leanne Wood ,          | 13 décembre 1971   | Rhondda                                 | Circonscription      | 5 mai 2016           |       | Plaid              | 6 mai 2016 — 29 avril 2021       |

## Doyenne et benjamins de l’Assemblée
Âgé de 71 ans, 6 mois et 4 jours, Julie Morgan est la doyenne de l’Assemblée (Dean of the Assembly) à l’entrée en fonction de la législature. À 31 ans, 11 mois et 6 jours, Steffan Lewis en est le benjamin (Baby of the Assembly).
Le 7 février 2018, jour de son entrée en fonction, Jack Sargeant devient le benjamin de l’Assemblée à 23 ans, 9 mois et 29 jours.